# Antonio Pérez Prados
Antonio Pérez Prados (Sesma, Navarra, 23 de septiembre de 1953) es un profesor universitario español, doctor en Ciencias Matemáticas por la Universidad de Zaragoza, que ha ejercido como catedrático de Estadística e Investigación Operativa de la Universidad Pública de Navarra. Peréz Prados fue, además, rector de dicha universidad durante dos mandatos seguidos, entre 1995 y 2003. Posteriormente fue elegido parlamentario foral entre 2011 y 2015 por Unión del Pueblo Navarro.

## Biografía

### Trayectoria académica
Licenciado en Ciencias Matemáticas por la Universidad de Zaragoza (1978), se interesó pronto por la Estadística y la Investigación Operativa. En 1981 presenta su tesis doctoral, realizada bajo la tutela del profesor Francisco José Cano Sevilla, del departamento de Métodos Estadísticos de la Universidad de Zaragoza, que recibió el Premio Extraordinario de Doctorado. Su carrera académica comenzó como ayudante y adjunto interino de universidad obteniendo la plaza en 1984. Durante estos años se dedica a la investigación conjuntamente con profesores de la Facultad de Medicina de la Universidad Zaragoza.
En 1990 se incorpora a la Universidad Pública de Navarra y pone en marcha, como catedrático ya, el Departamento de Estadística e Investigación Operativa. A su labor docente se une el impulso de líneas de investigación para nuevos profesores del departamento apoyando las primeras tesis del departamento de Estadística e Investigación Operativa (y de las primeras de la UPNA) sobre este tema. Otras de sus líneas de investigación se han vinculado con la innovación y mejora de métodos diagnósticos para enfermedades como la producida por la infección por el Virus del Papiloma Humano (VPH), causante del cáncer de cuello uterino. Los resultados de tales investigaciones fueron publicados en revistas científicas especializadas. 
Sus dos mandatos como rector (1995-2003) pusieron un paréntesis a su tarea investigadora, retomada a su finalización. Gracias también a esta experiencia como gestor se debe la creación y puesta en marcha, en 2004, de la asociación Investigación Solidaria Sadar, cuyo «principal propósito es apoyar, coordinar, dirigir e impulsar proyectos de investigación orientados a la acción solidaria y de desarrollo de sectores o países desfavorecidos».
De su perfil docente mencionar más de cuarenta cursos y seminarios impartidos, así como la enseñanza en las asignaturas de Investigación Operativa y Tratamiento Estadístico de Datos con Ordenador.
De su dedicación investigadora ha dirigido varias tesis doctorales, ha publicado más de medio centenar de artículos científicos, además de monografías, y ha participado, así mismo, en varios proyectos de investigación con financiación pública.

### Trayectoria de gestión y gobierno
- 1990-1995 Director del Departamento de Estadística e Investigación Operativa de la Universidad Pública de Navarra.
- 1995-2003 Rector de la Universidad Pública de Navarra.
- 1995-2003 Presidente y Vicepresidente, alternativamente, de la Fundación Universidad-Sociedad de la Universidad Pública de Navarra.
- 1995-2003 Miembro del Consejo de Universidades.
- 1995-2003 Miembro de la Conferencia de Rectores de las Universidades Españolas (CRUE).
  - 1999-2003 Miembro del Comité Permanente de la misma.
- 1997-2003 Presidente de la Fundación Brunet de Derechos Humanos.
- 1998-2010 Vocal del Consejo Consultivo de la Agencia Española de Protección de Datos.
- 2001-2003 Miembro del Consejo Asesor para la Ciencia y la Tecnología del Gobierno de España
- 2003-2005 Miembro asesor de la ANECA para Certificación de Títulos Propios y de Institutos Universitarios
- 2004-2012 Presidente de la Asociación Investigación Solidaria Sadar para cooperación al desarrollo.
- 2006-2013 Miembro del Comité Técnico de Ciencias Experimentales para Homologación y Convalidación de Títulos y Estudios Extranjeros de Educación Superior del Consejo de Universidades.
- 2007-2013 Miembro de la Comisión Permanente del Consejo Superior de Estadística del Gobierno de España.
- 2008-2013 Miembro de la Comisión de Expertos del Consejo de Universidades para Reclamaciones de Verificación de Grado.

### Trayectoria política
Fue miembro del Parlamento Foral de Navarra entre 2011 y 2015, ocupando el cargo de vicepresidencia en la Comisión de Economía, Hacienda, Industria y Empleo.

### Trayectoria social
Desde marzo de 2019 es vicepresidente del Consejo Navarro del Movimiento Europeo, asociación vinculada al Movimiento Europeo Internacional.